# Ligne de Sargans à Coire
La ligne Sargans à Coire (en allemand Bahnstrecke Sargans-Chur)  est une ligne ferroviaire suisse, no 905, elle fait partie du réseau des Chemins de fer fédéraux suisses (CFF). Elle relie les villes de Sargans dans le canton de Saint-Gall à Coire dans le canton des Grisons.

## Chronologie
- 1er juillet 1858, ouverture de Rheineck à Coire
- 1er juillet 1902 devient une ligne des Chemins de fer fédéraux suisses (CFF)

## Histoire
À l'origine, la ligne de Sargans à Coire était un tronçon de la « ligne de Saint-Gall et du Rhin » de la Compagnie de l'Union-Suisse. 
Le tronçon de Sargans à Coire est mis en service le 1er juillet 1858, lorsque la compagnie ouvre à l'exploitation la section de Rheineck à Coire

## Exploitation
Elle est utilisée par le Réseau express régional saint-gallois (en allemand, S-Bahn St. Gallen).